# Linajärv
Linajärv (järv = See) ist ein natürlicher See in Kanepi im Kreis Põlva auf dem estnischen Festland. 790 Meter vom 3,3 Hektar großen See entfernt liegt das Dorf Kooraste und 54,5 Kilometer entfernt liegt der 3555 km² große Peipussee (Peipsi-Pihkva järv).